# Bozouls

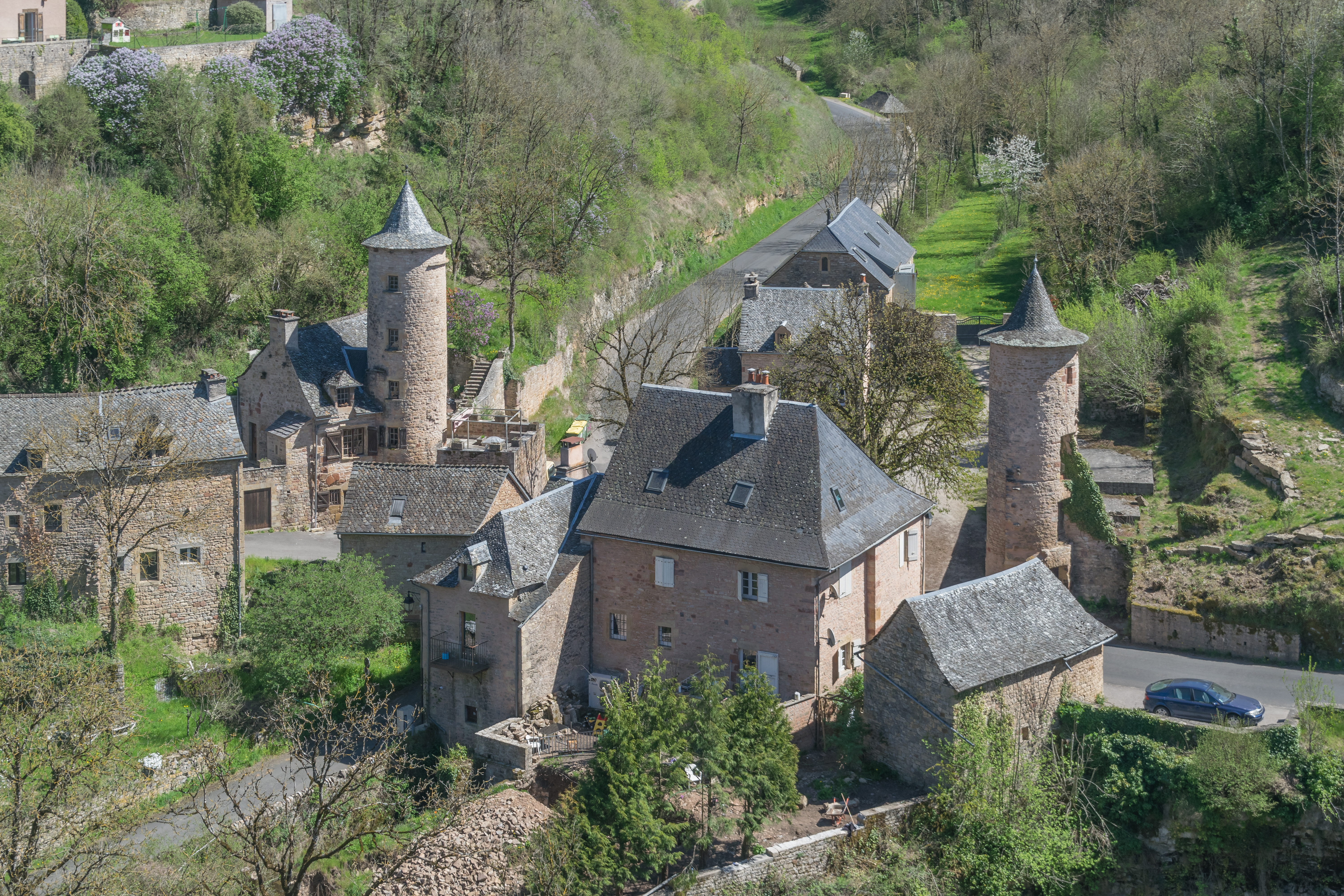
Bozouls – Ortsansicht

Bozouls (okzitanisch: Boason) ist ein südfranzösischer Ort und eine Gemeinde (commune) mit 3.006 Einwohnern (Stand 1. Januar 2022) im Département Aveyron in der Kulturlandschaft der Rouergue in der Region Okzitanien (bis 2015 Midi-Pyrénées); sie gehört zum Arrondissement Rodez und zum Kanton Causse-Comtal. Zur Gemeinde gehören mehrere Weiler (hameaux).

## Lage und Klima
Die Gemeinde liegt in den südwestlichen Ausläufern des Zentralmassivs im Norden der Causse du Comtal, rund 23 km (Fahrtstrecke) nordöstlich der Stadt Rodez in einer Höhe von ca. 550 m. Das Gemeindegebiet wird von Südost nach Nordwest vom Flüsschen Dourdou de Conques durchquert, der tiefe Schluchten in das Karstgestein der Causse gegraben hat (Gorges du Dourdou). Der Ort Bozouls selbst liegt an einer engen Flussschlinge des Dourdou de Conques, wobei sich die Burg mit der Altstadt innerhalb der Flussschleife auf dem linken Flussufer, das restliche Stadtgebiet auf dem rechten Ufer befindet, wo sich die Häuser bis an die Kante der über 100 m hohen Steilklippe erstrecken. Das Klima ist gemäßigt bis warm; Regen (ca. 540 mm/Jahr) fällt überwiegend im Winterhalbjahr.

## Bevölkerungsentwicklung
| Jahr                       | 1800 | 1851 | 1901 | 1954 | 1999 | 2020 |
| Einwohner                  | 2306 | 2771 | 2121 | 1511 | 2329 | 2951 |
| Quellen: Cassini und INSEE |      |      |      |      |      |      |

Aufgrund der Mechanisierung der Landwirtschaft sowie der Aufgabe bäuerlicher Kleinbetriebe („Höfesterben“) ist die Einwohnerzahl der Gemeinde in der Mitte des 20. Jahrhunderts deutlich zurückgegangen. Wegen der Nähe zur Stadt Rodez ist jedoch in den letzten Jahrzehnte ein erneuter Anstieg der Einwohnerzahlen festzustellen.

## Wirtschaft
In früheren Zeiten lebten die Bewohner als Selbstversorger von den Erträgen ihrer Felder und Gärten. Seit der zweiten Hälfte des 20. Jahrhunderts hat der überregionale Handel deutlich zugenommen.

## Geschichte
Das Gemeindegebiet war bereits in vorgeschichtlicher Zeit besiedelt. Im Mittelalter entstanden mehrere kleine Dörfer oder Weiler, die bereits im 18. Jahrhundert zu Gemeinden zusammengefasst wurden. Der Ort liegt an einer über Rodez und Albi nach Toulouse führenden Nebenstrecke des Jakobswegs (Via Podiensis), was in früheren Zeiten Pilger und damit ein wenig Geld in den Ort brachte.

## Sehenswürdigkeiten
- Das unmittelbar beim Ort gelegene Trou de Bozouls ist eine ca. 400 m im Durchmesser umfassende und ca. 100 m tiefe kreisrunde Einbruchstelle im Karstgebiet, die zum Teil vom Fluss Dourdou geschaffen wurde. Auf dem mittigen Felsen entstanden ein Teil des Dorfes und die Église Sainte-Fauste.
- Die Église Saint-Fauste stammt aus dem 12. Jahrhundert; sie ist tonnengewölbt und besitzt einen Chorumgang. Auf der Südseite wurden nachträglich 5 Kapellen angebaut. Die Kirche ist als Monument historique anerkannt.[2][3][4]

Umgebung 
- Der Dolmen de la Fontaine-aux-Chiens (auch Dolmen de Madinhac) ist ein weitgehend zerstörtes Großsteingrab der Megalithkultur.[5][6]
- Die Église d’Aboul ist eine Kirche aus dem 12. Jahrhundert im Weiler Aboul. Auch sie ist als Monument historique eingestuft.[7]
- Die Grange monastique de Séveyrac ist eine befestigte Grangie des Zisterzienser-Klosters Bonneval aus dem Mittelalter im Weiler Séveyrac. Sie ist als Monument historique anerkannt.[8]

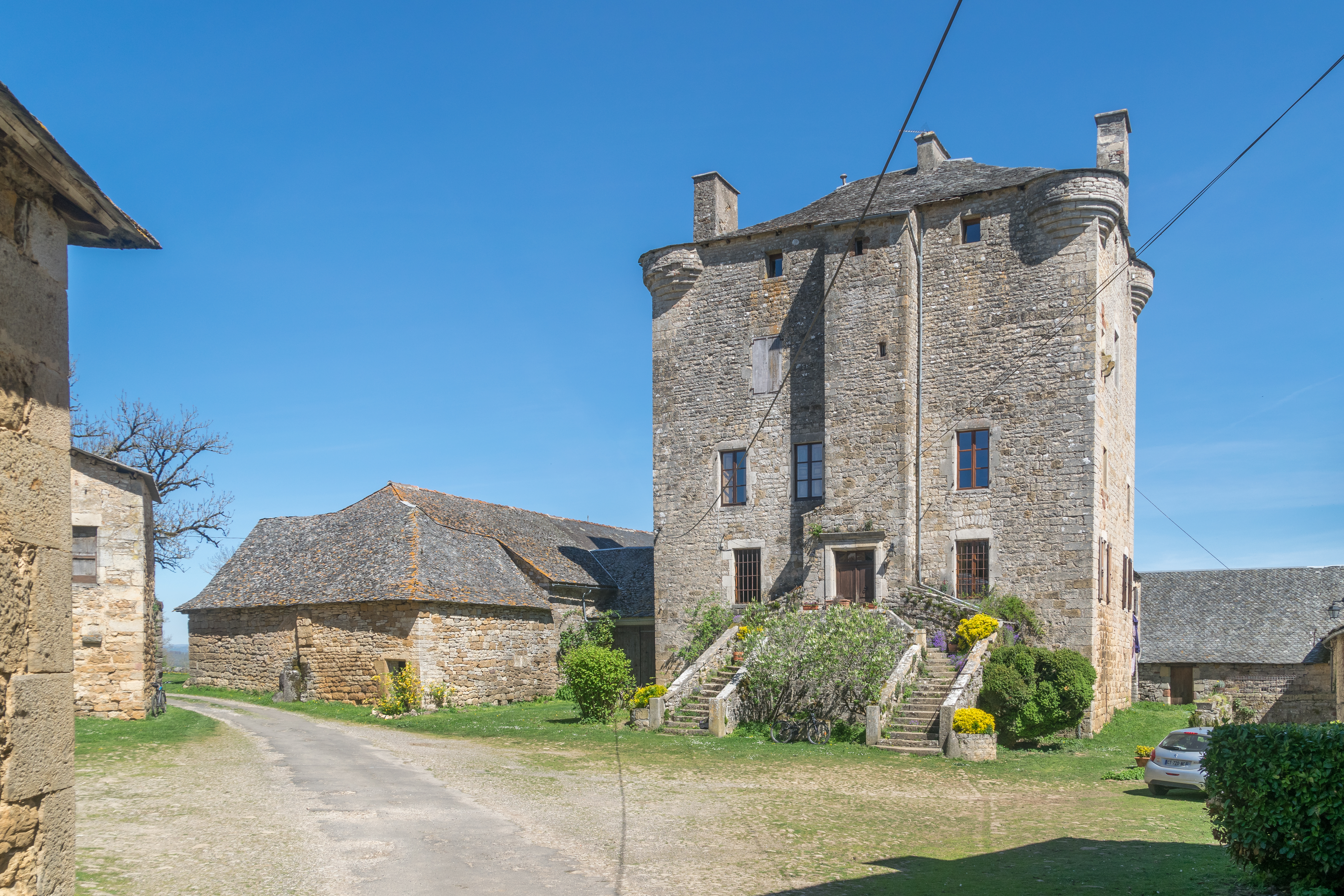
Grangie von Séveyrac
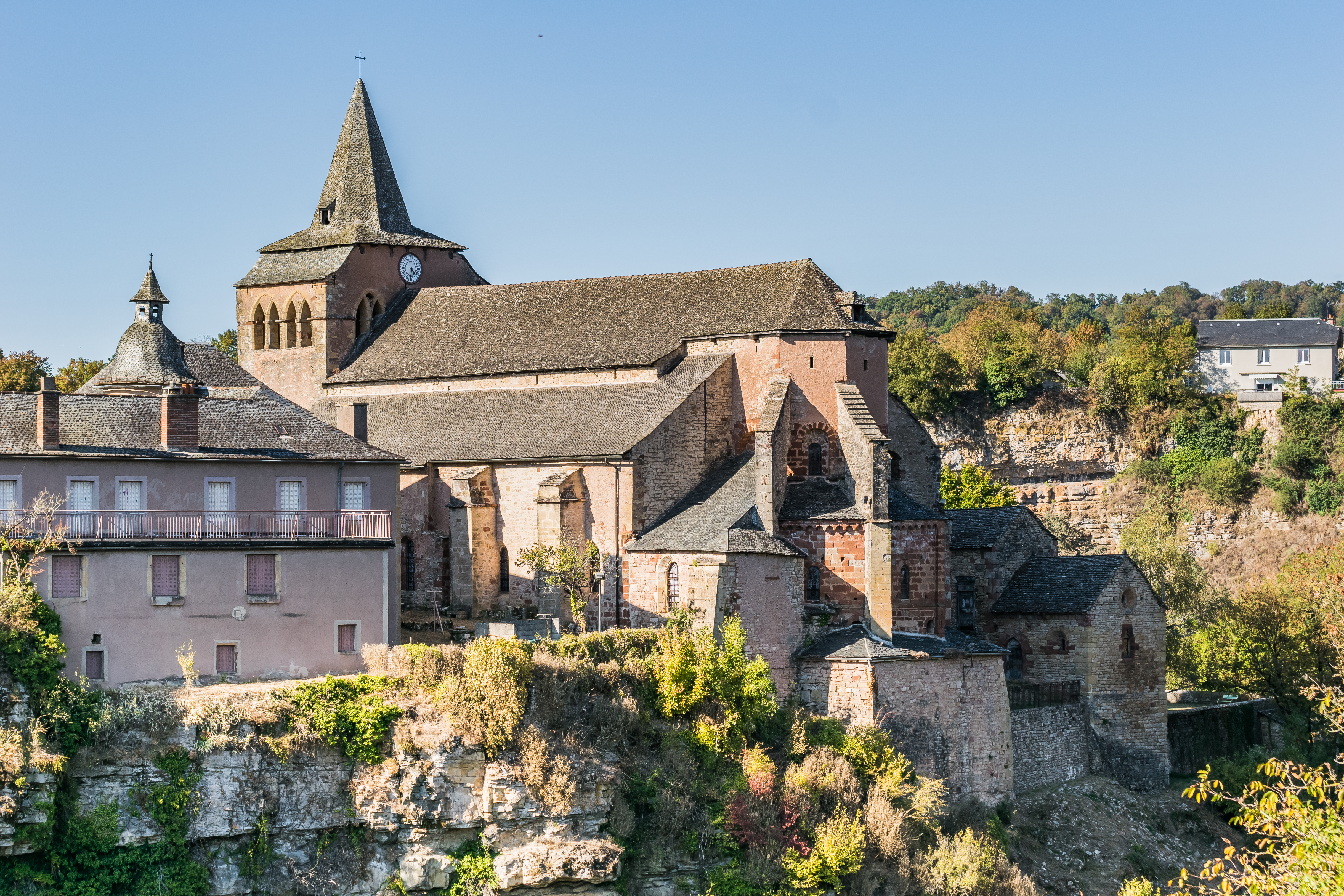
Kirche Sainte-Fauste in Bozuols
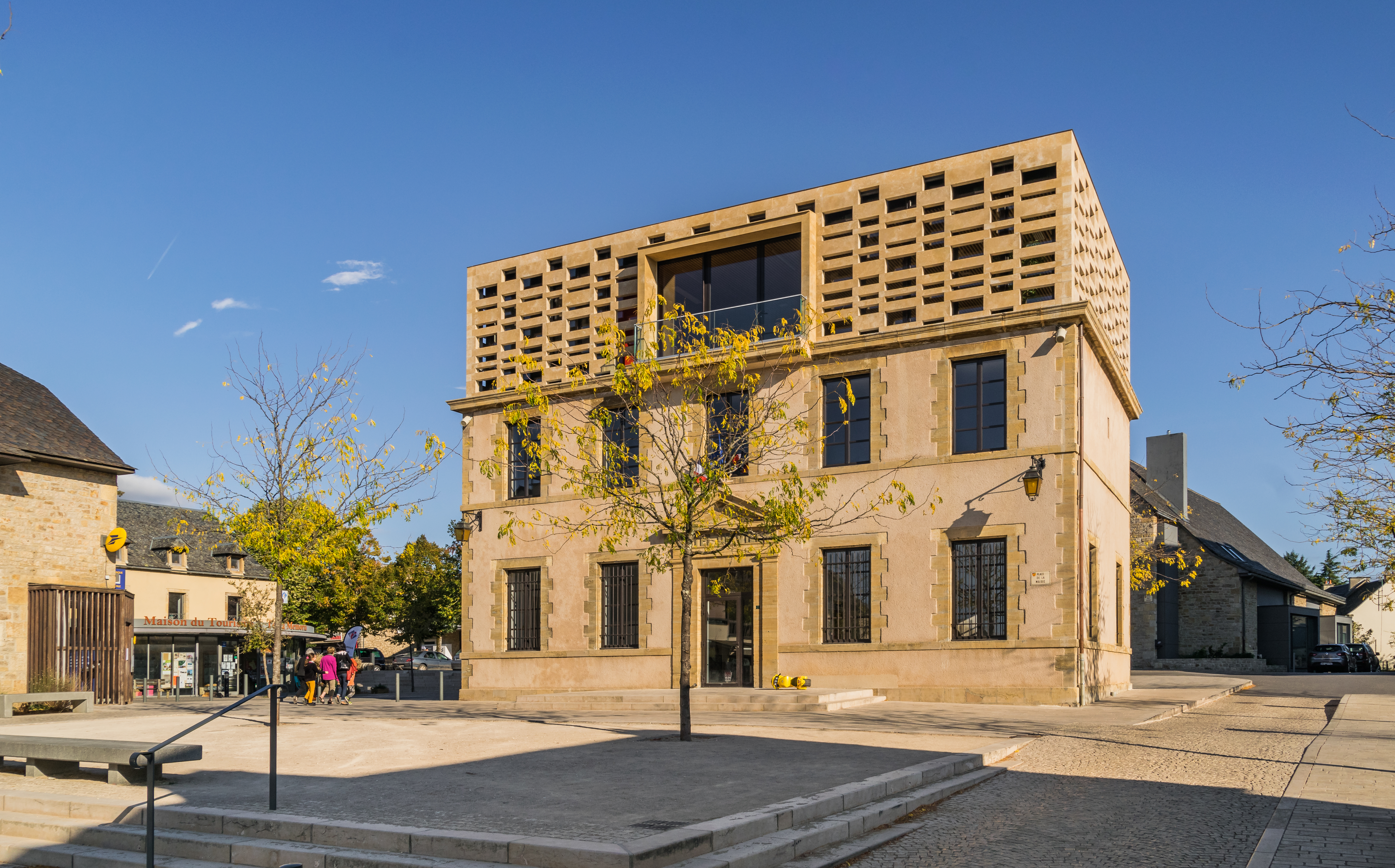
Rathaus von Bozouls
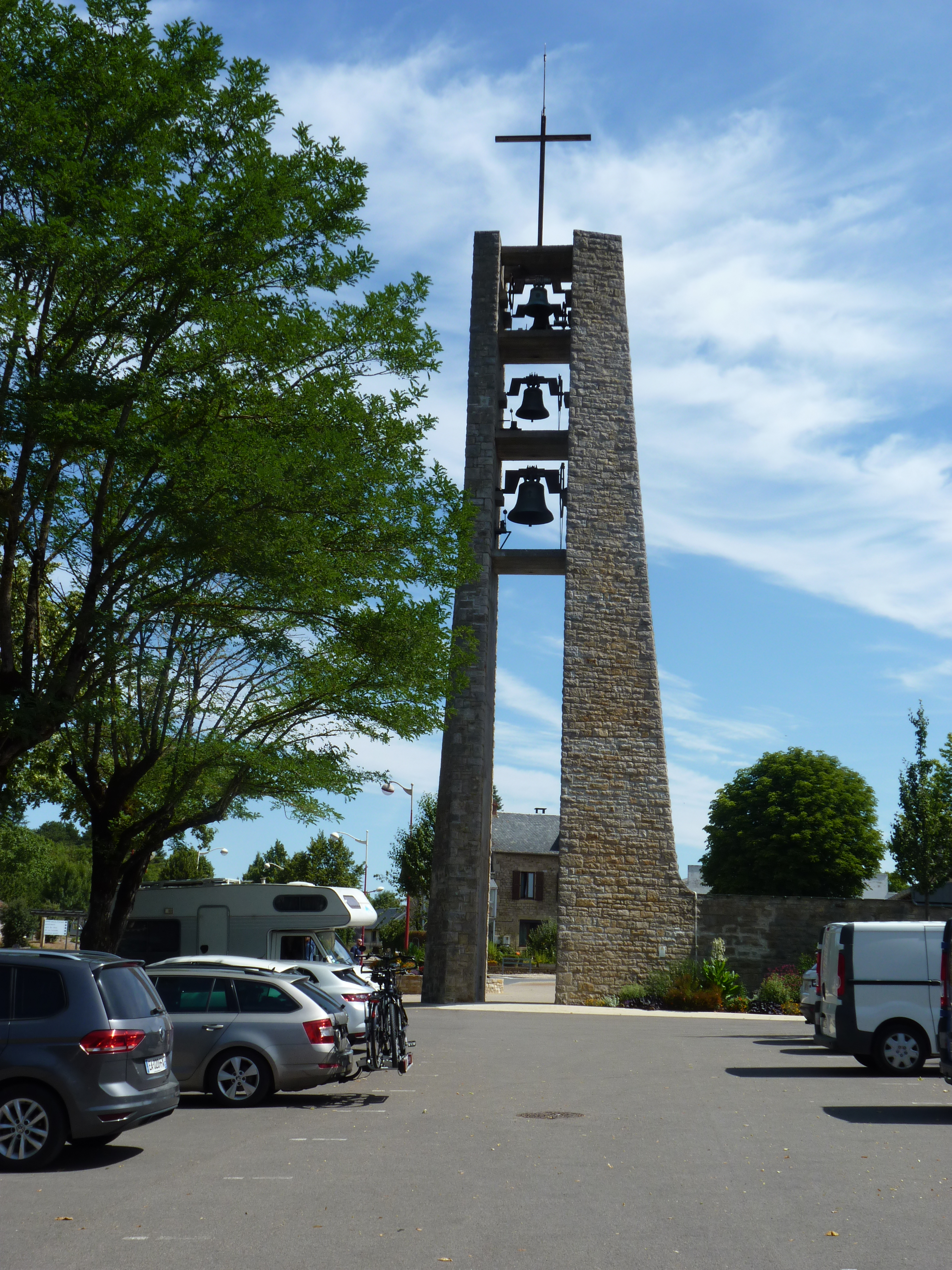
Kirche Saint-Pie-X in Bozuols
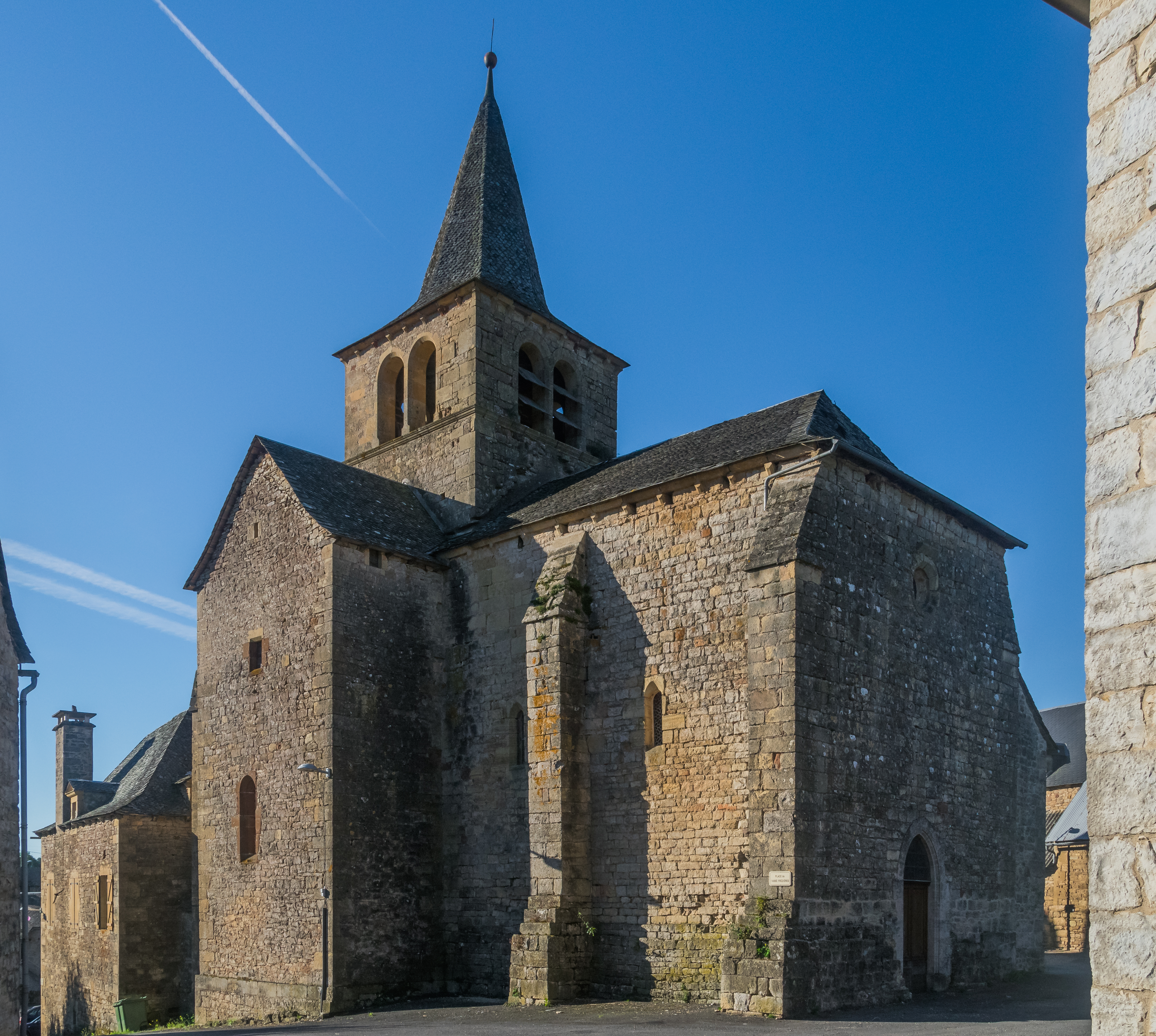
Kirche Saint-Amans im Ortsteil Gillorgues
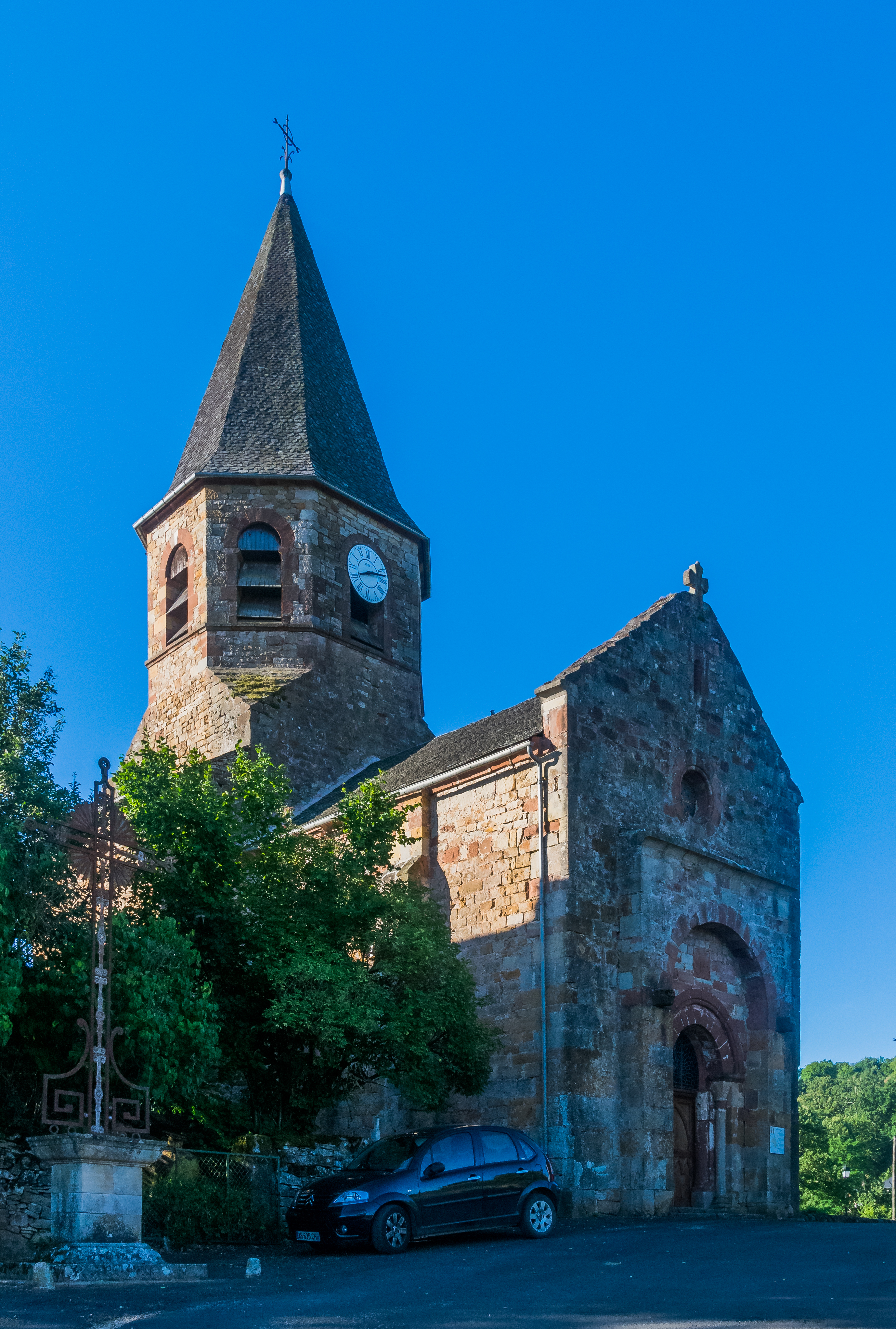
Kirche Sainte-Fauste im Ortsteil Aboul
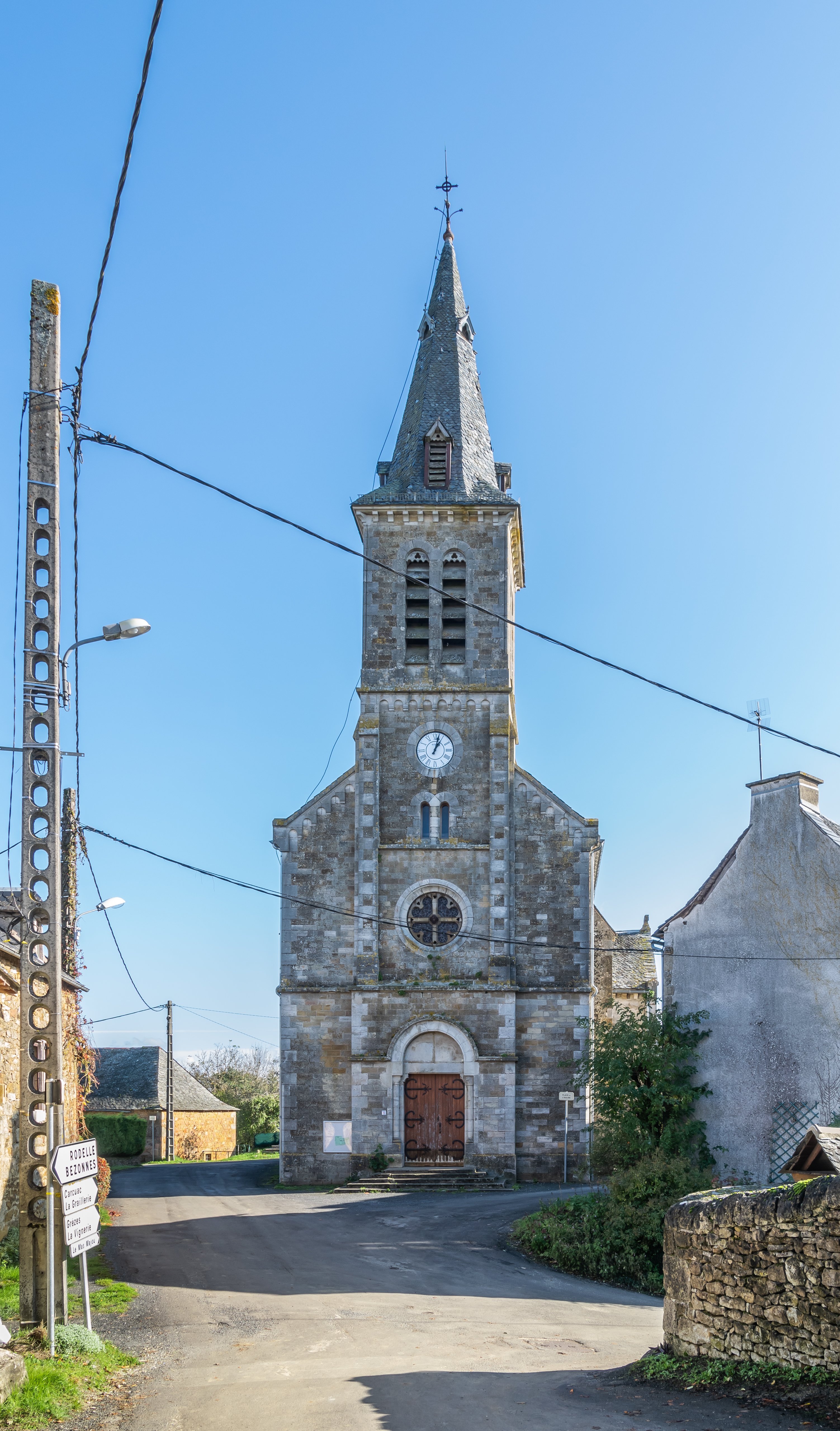
Saint-Pierre-ès-Liens im Ortsteil Barriac
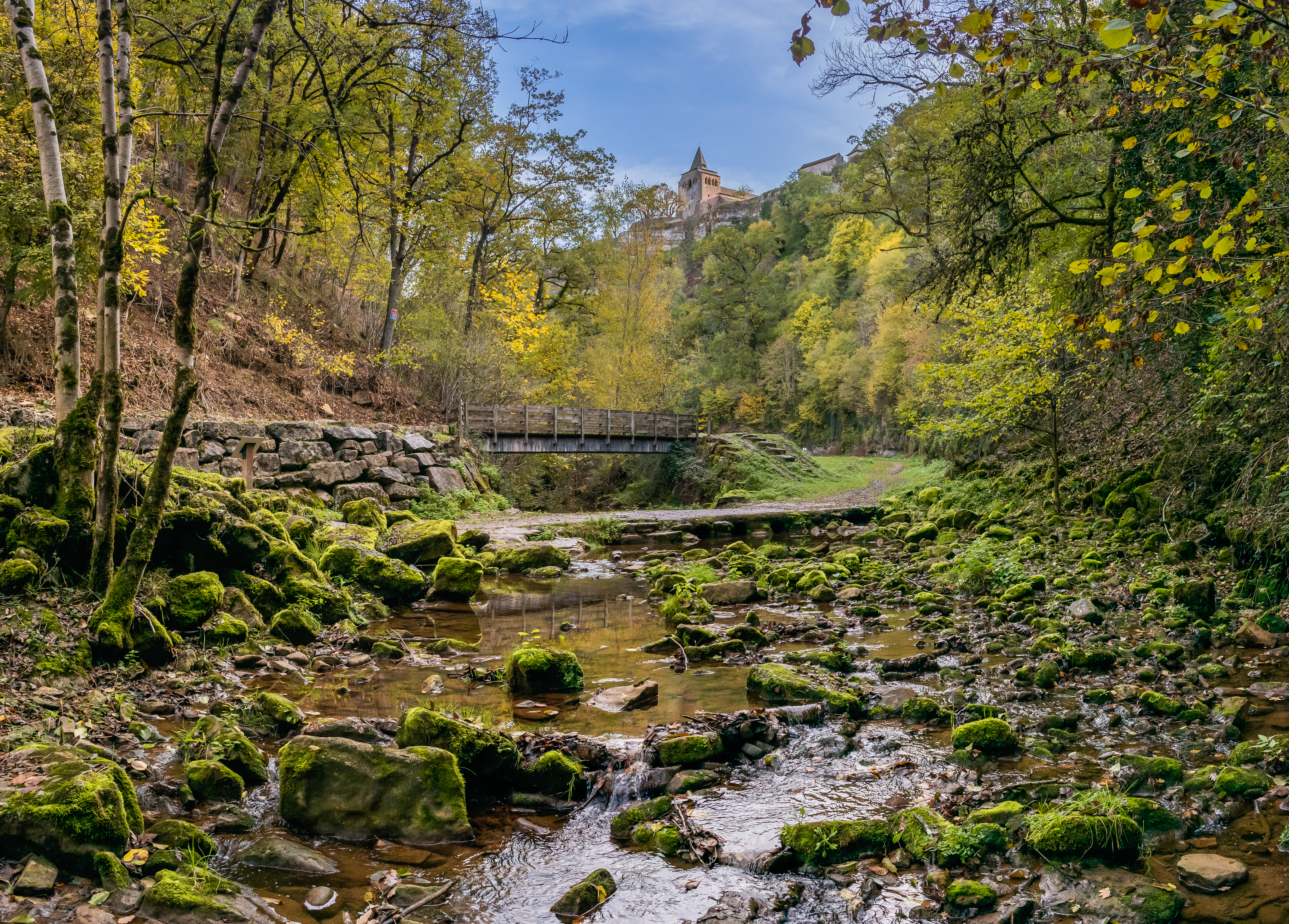
Trou de Bozouls
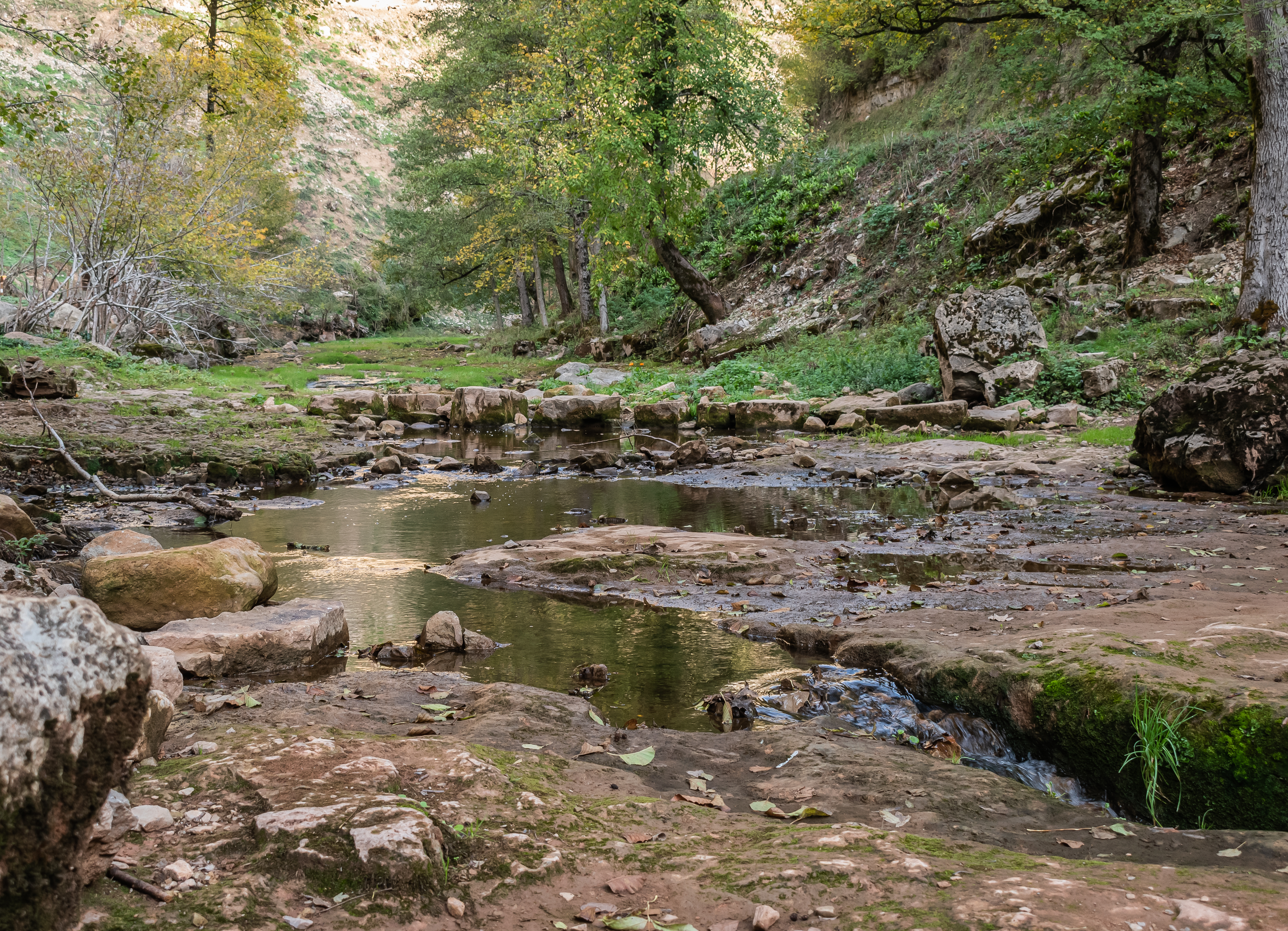
Trou de Bozouls

## Persönlichkeiten
- Denys Puech (1854–1942), Bildhauer
- Richard Belzer (1944–2023), US-amerikanischer Komiker und Schauspieler, lebte ab den 1980er Jahren in Bozouls